# Gelderländer
Der Gelderländer ist eine niederländische Pferderasse, die vor allem als Kutschpferd Verwendung findet.
Hintergrundinformationen zur Pferdebewertung und -zucht finden sich unter: Exterieur, Interieur und Pferdezucht.

## Exterieur

### Allgemein
Der Gelderländer ist ein mittelgroßes, schweres Warmblutpferd.

### Körperbau

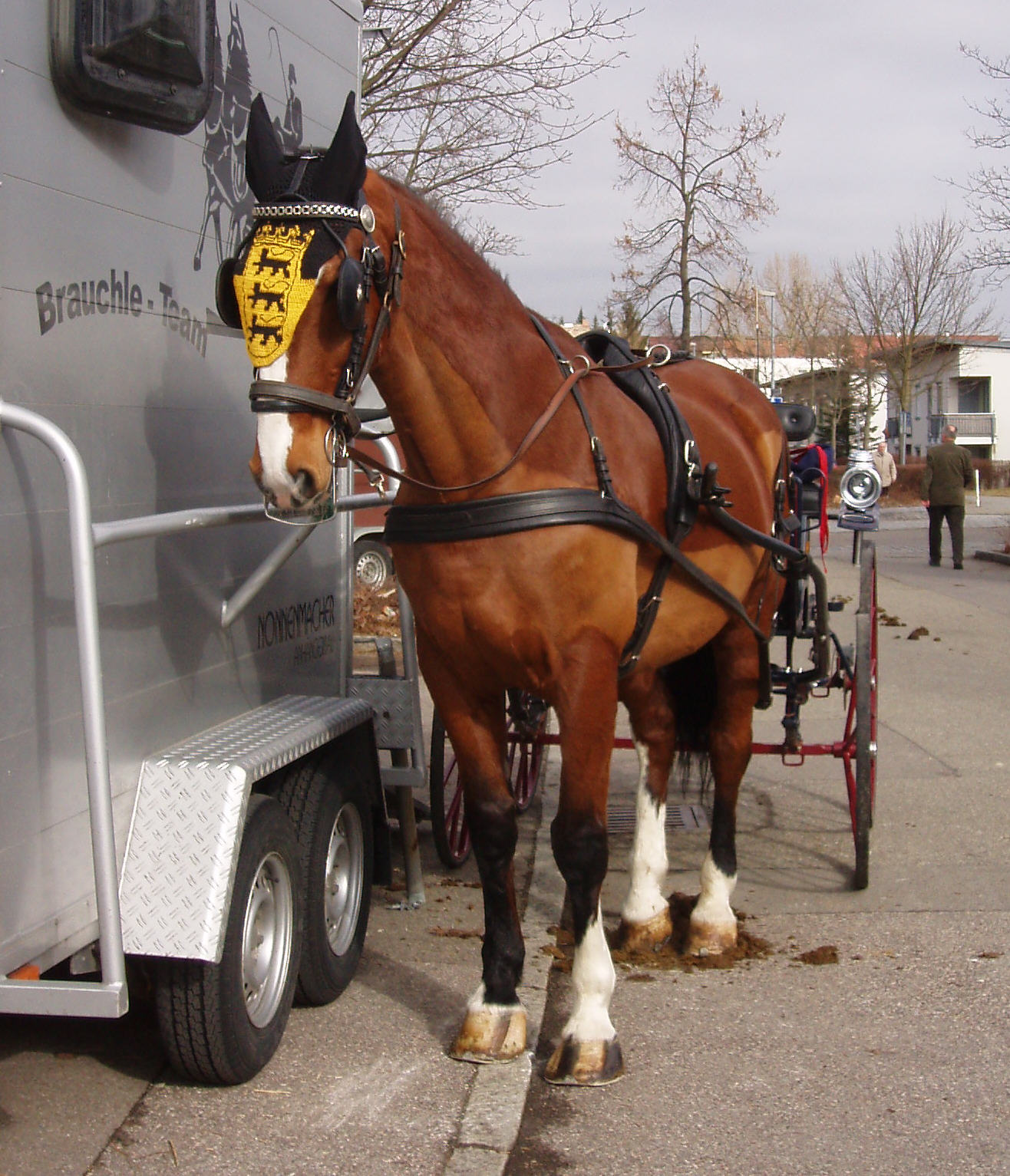
Stehender brauner Gelderländer

Der trockene Kopf mit geradem Profil und ruhigen, intelligenten Ausdruck ist kompakt, der Hals von guter Länge, aber meist unzureichend geschwungen. Die Schulter ist kräftig bemuskelt, die Gurttiefe nicht immer genügend. Der kaum in den langen Rücken hineinreichende Widerrist ist wenig bis mäßig ausgeprägt. Die gerade Kuppe besitzt einen hohen Schweifansatz. Das trockene, kräftige Fundament weist kurze Gliedmaßen, keinen Kötenbehang, gute Gelenke und eine recht kurze und steile Fesselung auf, allerdings sind die Vorderbeine oftmals mit Mangeln behaftet, besser zehenweit gestellt, unterständig und geschnürt. Der typvolle Beschäler L'Invasion (Anglo-Normänner, geb. 1944) brachte neben seinem ansprechenden Typ und gutem Charakter sowie der charakteristischen Fuchsfarbe auch Hufe sehr schlechter Qualität in die Zucht ein; mehr als die Hälfte seiner Nachkommen waren von Hufrolle betroffen. Die Hufqualität hat sich zwar seitdem verbessert, ist aber weiterhin verbesserungswürdig.

### Stockmaß
Zur Registrierung wird bei Stuten eine Widerristhöhe von mindestens 158 cm gefordert, Hengste müssen ein Stockmaß von mindestens 1,60 m aufweisen.

### Farbgebung
Der Gelderländer kommt in allen Grundfarben mit der Ausnahme von Falben und Isabellen vor. Vorherrschend sind Füchse anzutreffen. Größere weiße Abzeichen sieht man häufig.

### Gewicht
Der Gelderländer wiegt etwa 600 Kilogramm.

## Interieur
Der vielseitige Gelderländer besitzt ein munteres und aufgewecktes Temperament sowie einen untadligen Charakter.

## Mechanik
Der Gelderländer zeichnet sich im Allgemeinen vor allem durch eine gute Vorhand aus. Der fördernde Schritt ist raumgreifend, der Trab zeigt bei einer aufgerichteten Vorhand viel Aktion, teils tritt die Hinterhand nicht ausreichend unter den Schwerpunkt. Der Galopp ist im Raumgriff oftmals begrenzt, zudem etwas schwerfällig. Die Sprunganlagen sind überdurchschnittlich ausgeprägt.

## Zuchtziel
„Das Geldersche Pferd ist ein elegant gebautes Pferd und soll eine elegante Front, ein ansprechendes Exterieur, ausreichende Knochenstärke und Maße aufweisen, dazu imponierende, runde Bewegungen mit viel Schwung und energischem Antritt aus der Hinterhand. Es eignet sich für den vielseitigen Gebrauch sowohl im Geschirr als auch unter dem Sattel, wobei es sich durch hohe Leistungsbereitschaft und einen zuverlässigen, ehrlichen Charakter auszeichnet.“

## Einsatz
Der Gelderländer wird meist als Freizeit- und Fahrpferd eingesetzt.

## Bestand
Stand 2017 beträgt die stabile Population 1200 bis 3100 Exemplare. 35 Hengste und 600 Stuten stehen im Zuchteinsatz.

## Zucht

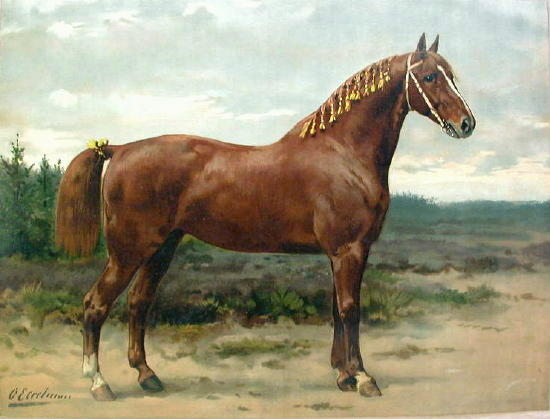
Gemälde eines Gelderländers von Otto Erelmann aus dem Jahr 1898

### Geschichte
Im 19. Jahrhundert wurde in der niederländischen Provinz Gelderland mit der Zucht dieser Rasse begonnen. Hengste verschiedener Rassen wurden mit heimischen, bodenständigen Stuten gekreuzt. Durch die Einkreuzung von Neapolitaner, Andalusier, Norfolk Roadster, Hackney, Oldenburger, Ostfriese, Holsteiner, Hannoveraner, Anglo-Normanne und Englischem Vollblut gewannen die Pferde an Kraft und Temperament. So entstanden exzellente Wagenpferde, die auch von europäischen Königsfamilien sehr geschätzt wurden.
Mit der zunehmenden Motorisierung der Landwirtschaft kam der Umzüchtungsprozess in Gange. Der Zuchtverband VLN stand diesem skeptisch gegenüber; Kreuzungsprodukte zwischen Gelderländern (und Groningern) mit Englischen Vollblütern wurden zu den Stutenprämierungen nicht zugelassen und die Halbblüter lediglich in ein "Sport-Register" eingetragen, nicht wie beim Zuchtverband NWP, der diesem offener gegenübertrat, in ein "Sport-Stammbuch". 1970 gingen die Zuchtbücher in das Stammbuch des Koninklijk Warmbloed Paard Nederland über, wo man sich auf die Zucht von Sportpferden konzentrierte.
Der ursprüngliche Typ des Gelderländers, den man Basis-Typ nannte, verschwand mehr und mehr; 1979 standen lediglich noch sieben Basis-Hengste im Zuchteinsatz, die nach Ende der Decksaison zur Abkörung bestimmt waren. Damit waren allerdings einige Mitglieder nicht einverstanden. Nach mehreren Demonstrationen der "Vereinigung der Züchter und Freunde des Basis-Pferdes" wurde schließlich drei Jahre später, sprich 1982, eine eigene Zuchtrichtung mit separatem Stutbuch begründet.

### Zuchtbücher
Man begann schon 1890 mit der Eröffnung des Gelderländer Pferdestammbuchs (kurz: GPS) mit der Führung eines Zuchtbuchs. Dieses Register ging 1915 in das NSTg-Stammbuch auf. Als schließlich erneut ein Gelderländer Pferdestammbuch (kurz nun: Sgrt) gegründet wurde, erhielt das Zuchtbuch den Namen Stamboek Gelders Type (kurz: Sgldt). Zudem existierte zeitgleich das Nord-Niederländisches Warmblutpferde-Stammbuch (kurz: NWP). 1970 wurden alle diese Zuchtregister in Pferdestammbuchs des Niederländischen Warmbluts integriert. Heute werden Gelderländer als Zuchtrichtung „Gelders paard“ im Stammbuch des vom Gelderländer abstammenden Niederländischen Warmblutes (kurz KWPN) eingetragen.

### Eintragungsvoraussetzungen
Der Anteil von Englischem Vollblut und Hackney bzw. American Saddlebred darf nicht über 12,5 % liegen. Wenn keine der beiden letztgenannten Pferderassen eingekreuzt sind, darf das Englische Vollblut auch zu einem Viertel vertreten sein. Einkreuzungen aller anderen Pferderassen sind ohne weitere Einschränkungen erlaubt, allerdings wurde auf der Generalversammlung der Züchter des Gelderländers eine Aufforderung ausgesprochen, mindestens 75 Prozent Gelderländerblut zur Eintragung verpflichtend zu machen; der Zuchtverband des KWPN äußerte sich dazu nicht.